# Befestigte Höhensiedlung Steinbühel
Die Befestigte Höhensiedlung Steinbühel, auch Steinerbichl oder Stoanabichl, bei Uttendorf (Salzburg) ist eine von der frühen Bronzezeit (ab ungefähr 2200 v. Chr.) bis in die Spätantike (Ende je nach Sicht um 476 oder 568 n. Chr.) durchgehend bewohnte Siedlung mit einem Brandgräberfeld. Die Fundobjekte werden größtenteils im Salzburg Museum aufbewahrt.
Ein rekonstruiertes Keltendorf auf dem Steinerbichl ist im Ausbau, einige Objekte sind bereits fertiggestellt.

## Höhensiedlung

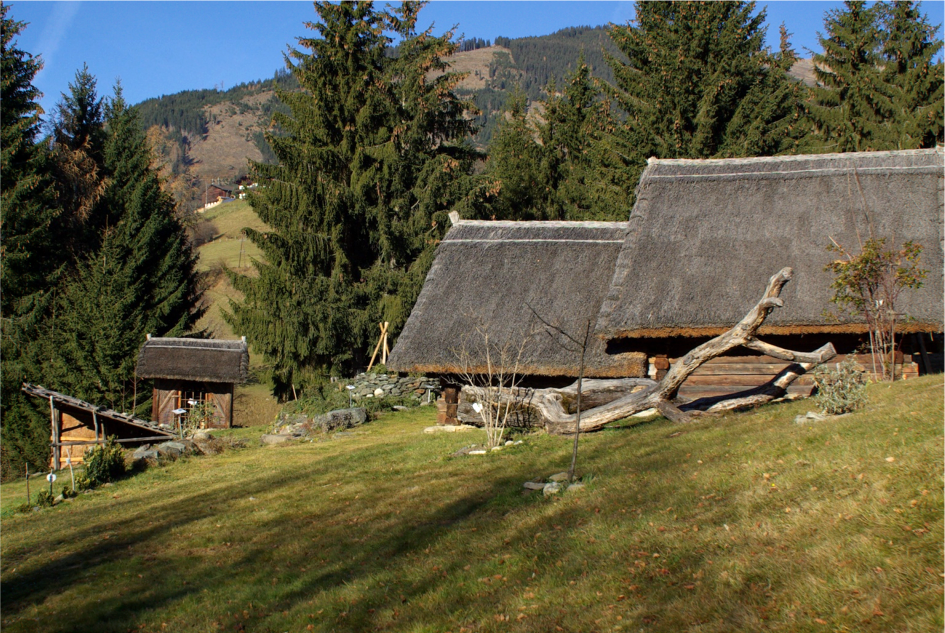
Rekonstruktion der keltischen Siedlung

Der Steinbühel ist eine Kuppe mit Steilabbrüchen, die westlich von Uttendorf am Nordhang des Salzachtales in ungefähr 1000 m ü. A. liegt. Auf der Hochebene mit einer Fläche von rund 3000 m² wurden Terrassierungen festgestellt, Grabungen ab 1996 legten eine möglicherweise befestigte Siedlung frei. In einer Steinschlichtung im Nordosten des Plateaus wurde vom Ausgräber, dem damaligen Landesarchäologen Fritz Moosleitner, eine Befestigungsmauer in diesem flacheren, nicht durch Steilabbrüche geschützten Teil vermutet. Der Beginn der Besiedlung wird an den Übergang der Frühen zur Mittleren Bronzezeit datiert. Nach einer Unterbrechung wurde das Areal neuerlich ab der späteren Urnenfelderkultur bis in die Spätantike durchgehend benutzt. Die Funde belegen einen Schwerpunkt in der Phase HaD (650–475 v. Chr.) der Hallstattzeit und einen weiteren in der Spätlatènezeit (190 v. Chr. bis um Christi Geburt), vermutlich durch den Keltenstamm der Ambisonten. An Einzelfunden sind ein Palmetten-Gürtelhaken und eine boische Tetradrachme bemerkenswert.
Die Siedlung ist wegen des Abbaus von Kupfererz entstanden, das Abbaurevier befindet sich rund zwei Gehstunden entfernt im Bereich der „Vierthaleralm“ auf 1600 m ü. A.

## Brandgräberfeld
Das Gräberfeld liegt ungefähr 80 m tiefer als die Siedlung auf einer Hangstufe. Beim Bau einer Ortswasserleitung ab 1962 wurden Grabstellen angeschnitten und es konnten durch den Landesarchäologen Martin Hell Brandgräber entdeckt werden, etliche Bestattungsplätze waren bereits durch die Baumaßnahmen zerstört worden. Wegen geplanter Verbauungen dringend gewordene Notgrabungen durch Fritz Moosleitner in der Zeit von 1975 bis 1990 brachten bisher 460 Grabstellen zutage. Im Jahr 2002 wurden 15 weitere Grabstellen entdeckt. Da noch nicht das gesamte Areal erforscht wurde, wird mit einer noch vorhandenen Gesamtzahl von 600 bis 700 Grabstellen gerechnet. Die Gräber sind im Gegensatz zu Funden in der Siedlung in die Periode HaC (800–650 v. Chr.) der Hallstattzeit einzuordnen. Nur drei Grabfunde datieren in die Phasen HaD beziehungsweise LTA (Frühlatènezeit; 480–400 v. Chr.).
Hauptsächlich wurden Steinkistengräber (senkrechte Steinplatten als Stützwand, ebensolche zur Abdeckung) freigelegt, in denen die Verbrennungsasche in Holzkistchen beigesetzt war. Ebenfalls wurden einfache Grabbauten ohne Steinplatten sowie direkte Urnenbestattungen in der Erde entdeckt. Als Markierung der Grabstellen dienten kegelförmige, aus Bachgeröll aufgeschichtete Grabmale.
Das abgebaute Kupfer war die Grundlage eines weitreichenden Tauschhandels, was an den Grabbeigaben zu erkennen ist. Keramikfunde weisen ins nördliche Alpenvorland (Südbayern und Oberösterreich). Töpferscheibenware, wie Tongefäße in Situlenform, eine davon mit Bronzenägeln verziert, sowie tönerne und bronzene Schalen zeigen eine Handelsverbindung zur Este-Kultur der Po-Ebene. Der beigelegte Schmuck (Bogenfibeln, Ziernadeln mit mehreren Köpfen) weist auf Verbindungen in den Südostalpenraum hin.